# ハノイ日本人学校
ハノイ日本人学校（ベトナム語: Trường học Nhật Bản tại Hà Nội、英語: The Japanese School of Hanoi）はベトナムのハノイにある、在ベトナム日本人のための初等、中等教育前期（中学校）教育を行う日本人学校。

## 沿革
- 1994年 - ハノイ補習授業校創立。在ベトナム日本国大使館内にて授業開始。
- 1996年 - ハノイ日本人学校開校。在ベトナム日本国大使館からハノイ交通通信大学（英語版）（UTC）に移転。
- 2006年 - 新校舎（現在地: Mỹ Đình 2, Nam Từ Liêm）に移転
- 2014年 - ハノイ日本人学校が法人として認可
- 2020年 - ハノイ市の新型コロナウィルス対策によりリモート授業を実施

## 教育方針
教育目標を「夢と誇りを持ち，持続可能な社会を創る児童生徒の育成」とし、家庭や地域、関係機関と積極的に連携して豊かな教育環境の創出を目指す教育活動を基盤に据え、社会的自立の基礎を身に付けた、夢と志を持つ児童生徒の育成を図る。
夢とは
- 高い目標に挑戦するために心と体を鍛え、最後まで諦めずに物事を成し遂げること。

 誇りとは
- 崇高な物事に感動する心を持ち、人や自然に対して畏敬の念を抱くこと。

 持続可能な社会とは
- 環境や貧困、人権や平和問題など取り組まなければならない地球規模の課題が山積している中、課題解決に向けて新たな価値観や行動様式を創出すること。

## 授業内容
日本の文部科学省が定める学習指導要領に則ったカリキュラムで授業が行われる。
小学1年時より、外国人教員による英会話およびベトナム語会話の授業がある（ベトナム語会話は初等教育のみ）。また、音楽の時間にベトナム国歌を歌う時間がある。
英検、数学検定、漢字検定などに積極的な誘導がある。